# Dauphine (Adel)

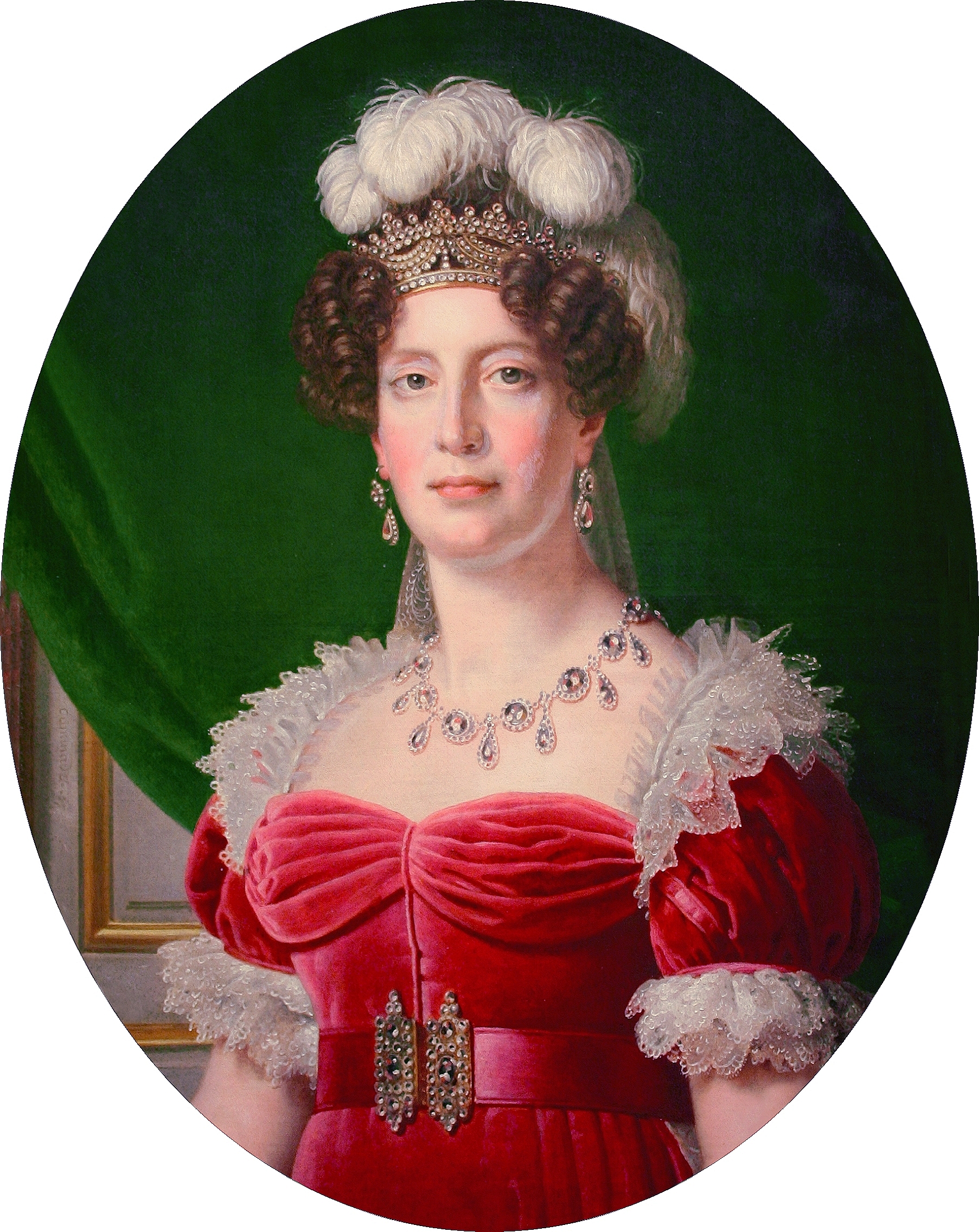
Porträt der Marie Thérèse Charlotte de Bourbon, von 1824 bis 1830/1836 Dauphine und von 1836 bis 1844 Titularkönigin von Frankreich

Dauphine von Frankreich (französisch Dauphine de France) ist ein Adelstitel vergleichbar zur deutschen Kronprinzessin. Er wurde von der Frau des Dauphin von Frankreich (französisch Dauphin de France), also des Thronerben des Königs von Frankreich, in der Zeit von 1350 bis 1830 getragen, also der Dynastien der Valois und der Bourbonen.
Letzte Trägerin dieses Titels war Marie Thérèse Charlotte de Bourbon (1778–1851), Tochter von Ludwig XVI. und Ehefrau ihres Cousins Louis-Antoine, Herzog von Angoulême, der im Jahr 1824 zum letzten Dauphin wurde.